# Топонимия Мордовии

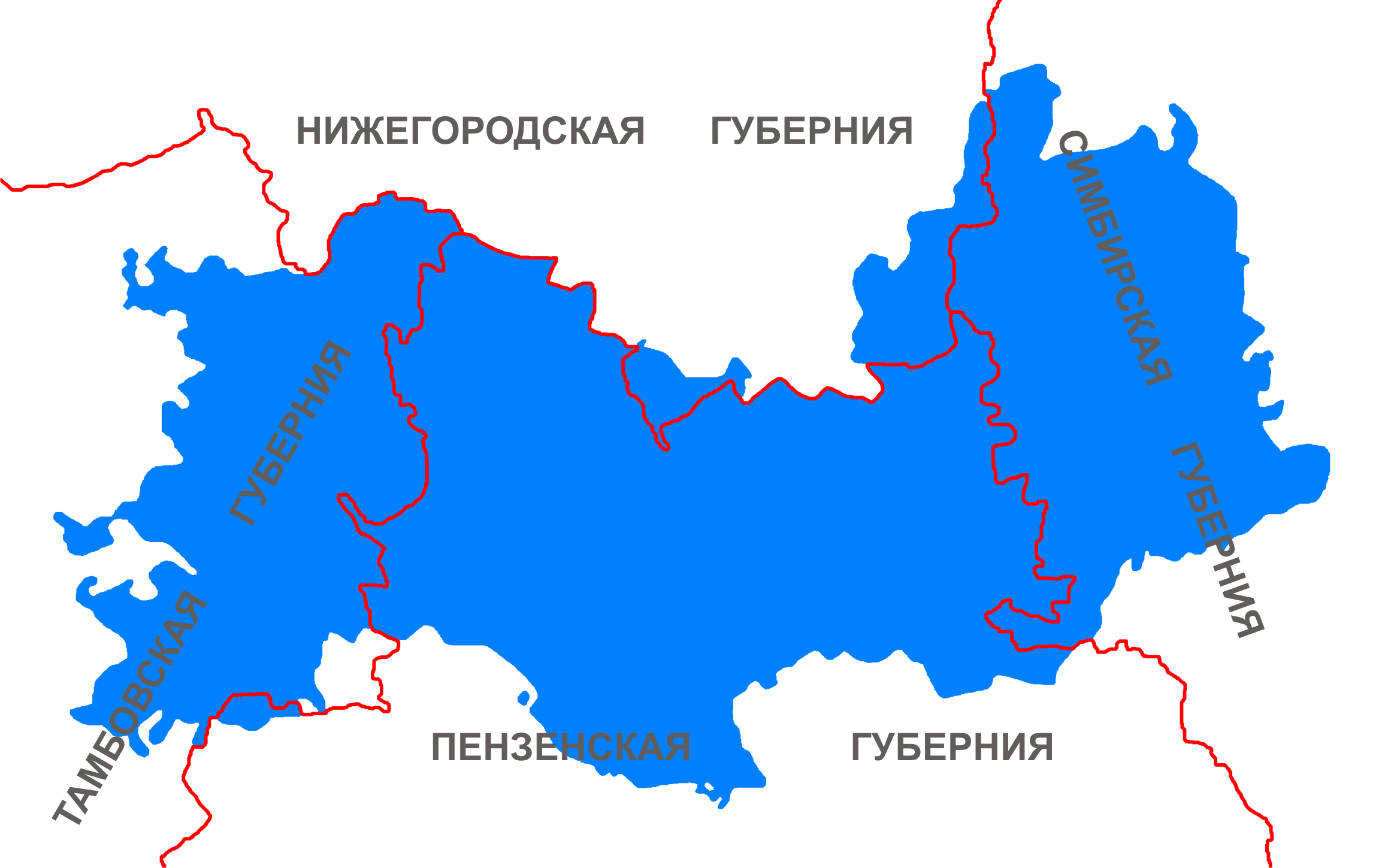
Территория современной Мордовии, наложенная на дореволюционные административные границы

Топонимия Мордовии — совокупность географических названий, включающая наименования природных и культурных объектов на территории Республики Мордовия. Состав топонимии региона обусловлен историей его освоения и этническим составом населения.
Этноним «мордва» является экзоэтнонимом (внешним названием этнической общности). Субэтносы эрзяне и мокшане имеют различное этническое самосознание, имеют свои литературные языки, существенные различия в антропологическом (расовом) типе, расселении, традиционном быте, материальной и духовной культуре.
В 1928 году на заседании Совета народных комиссаров по вопросу создания Эрзяно-Мокшанского округа Н. Г. Сурдин предложил назвать округ Мордовским, на основании того, что названия народов «мокша» и «эрзя» не на слуху, а «мордва» известно всем русскоговорящим. В итоге в том же году
в составе Средне-Волжской области был образован Саранский округ, позже переименованный в Мордовский (с центром в Саранске). В округ были включены уезды и волости с мордовским населением, ранее входившие в губернии — Нижегородскую, Тамбовскую, Пензенскую и Симбирскую. В 1930 году Мордовский округ был преобразован в Мордовскую автономную область. 20 декабря 1934 года Постановлением Президиума ВЦИК была создана Мордовская Автономная Советская Социалистическая Республика. Также в 1934 году в составе Средне-Волжского края были созданы четыре национальных района. В 1936 году Мордовская АССР была выделена из Средне-Волжского края и включена в состав Российской Федерации на правах автономной республики.
В конце 1980-х рядом общественных движений республики была предпринята попытка провозглашения Декларации о государственном суверенитете Мокшанской и Эрзянской Советской республики, однако переименование республики было отклонено. В 1990 году Верховный Совет Мордовской АССР принял Декларацию о государственном статусе Мордовской республики, согласно которой Мордовская АССР была преобразована в Мордовскую Советскую Социалистическую Республику. 25 декабря 1993 года в соответствии с Конституцией РФ МССР стала называться Республикой Мордовия. С тех пор наименование региона не менялось.

## Формирование топонимии
Согласно топонимической регионализации В. А. Жучкевича, Мордовия расположена в северной части Центра Европейской части России. Для этого топонимического макрорегиона в целом характерно наличие трёх топонимических пластов:
- волго-окский (неясного происхождения)
- финно-угорский
- славянский (новейший)[5].

В самом раннем пласте пока невозможно выяснить значение составляющих его топонимов на -ша, -га, -ма, -та, -да: Лаша и Кша — притоки Суры, Юзга — Мокши, Пушта — Сатис, Арга — Алатыря, Шалма — Сивини и другие. Подобные им гидронимы широко распространены на территории Волго-Окского бассейна и на европейской части России. Б. А. Серебренников связывает появление этих названий с неизвестным населением, проживавшим в междуречье Волги и Оки до прихода финно-угров.
Балтийский пласт включает в себя несколько названий рек (Вад; в латышском языке слова «вад», «вада» обозначают бывшее русло реки, влажный луг с хорошей травой).
Наиболее обширный — финно-угорский, в основном мордовский, пласт характеризуется наличием слов, выполнявших роль различителя целой серии названий: м. ляй, э. лей — «река, речка, овраг с источником» (село Перхляй, Семилей); э. бие, буе, биё — «глава рода, семьи» (село Урусово); м. эрьхке, э. эрьке — «озеро» (село Шаверки); э. ур- «возвышенность» (село Пичеуры); м. кужа, э. кужо «поляна» (деревня Шайгуши в Темниковском районе) и другие. Топонимы в мокшанском и эрзянском языках образуются на основе нарицательных слов и антропонимов. Так, в географических названиях обнаруживаются лексемы м. лашма, э. лашмо — «низина», э. лём — «пойма», э. пора — «роща». Топонимы антропонимического типа преобладают в народных наименованиях, составленные из антропонима и компонента «веле» («селение»): Атяшево — Отяжеле, Каласево — Колазь веле, Поводимово —Поводеле и другие.
Наличествует также тюркский пласт. С ним связаны название города Темникова, русских сел Булаево, Еникеевка, Ефаево, Спасские Мурзы, Ямщина в Темниковском, Рузаевском, Краснослободском, Ардатовском, Инсарском районах и других.
В новейший по происхождению славянский слой вошли слова, связанные с обозначением рельефа и ландшафта, отдельных участков земли, построек, растений, водных источников, размеров и форм поселений, этнической принадлежности и локальной миграции населения и так далее: гора — село Горки, дол — бывший посёлок Зелёный Дол на территории Большеигнатовского района, клин — село Красный Клин, поляна — районный посёлок Зубова Поляна (на карте РМ более 20 ойконимов с этим словом), починок — село Починки, слобода — село Стрелецкая Слобода, озеро — село Кривозерье, студенец — село Студенец, река — село Заречное Краснослободского района и другие; Малое Маресево — Большое Маресево, Старый Усад — Новый Усад Краснослободского района, Мордовское Давыдово — Русское Давыдово Кочкуровского района и другие. В названиях-символах, посвящениях отразилась революционная символика: совхозы «Восход», «Дружба», «Заря», сёла Первомайск, Чкалово и другие.

## Состав топонимии
По состоянию на 15 декабря 2022 года, в Государственном каталоге географических названий в Республике Мордовия зарегистрировано 2724 названия географических объектов, в том числе — 1260 названий населённых пунктов. Ниже приводятся названия крупнейших водных объектов и населённых пунктов с описанием их этимологии.

### Гидронимы

#### Потамонимы
- Алатырь — исходная форма гидронима — мордовское Раторлей, этимология которого не установлена[7][8].
- Инсар — название имеет финно-угорское происхождение и восходит к мордовским словам: ине — «большой» и сар — «ответвление, приток». По названию реки был назван одноимённый город Инсар[9].
- Пьяна — о происхождении названия существуют разные версии. По одной из них, преобладающей среди жителей мест, через которые она протекает, река названа из-за своего причудливого характера, извилистости[10]. Так о реке писал П. И. Мельников-Печерский: «Ещё первыми русскими насельниками Пьяной река за то прозвана, что шатается, мотается она во все стороны, ровно хмельная баба, и, пройдя вёрст пятьсот закрутасами да изворотами, подбегает к своему истоку и чуть не возле него в Суру выливается»[11]. По другой версии, название реки происходит от финно-угорского слова pien (пиен), что означает «малый»[12].
- Сура — существует несколько версий этимологии гидронима. Согласно одной из них, возможно, происходит от горномарийского «шур» означающего «рог» (рог животного)[13]. По оценке Е. М. Поспелова, у мордвы река называется Сура, иногда Суро, в языке горных мари Шур, сравнить с удмуртским шур «река», коми шор «ручей». Всё это позволяет предполагать образование гидронима Сура из термина «река» на вымершем финно-угорском языке Поволжья[14].
- Мокша — некоторые исследователи считали формант -кша финно-угорским. Ф. И. Гордеев сопоставлял гидроним с лит. makasynė «грязь, слякоть», Ю. В. Откупщиков — с лит. mokšė «болото»[15][16]. Вероятно, название оставлено древним индоевропейским населением Поочья, говорившим на языке, близком к балтийским. Гидроним сопоставим с индоевропейской основой meksha, означавшей «проливание, утекание». Предполагают, что в языке индоевропейских аборигенов мокша означала «поток, течение, река» и как термин входила в ряд гидронимов (реки Ширмокша, Мамокша и другие)[17].
- Сивинь — основа гидронима сиви- — финно-угорское наследие со значением «изгиб», ср. э. сивема — «ломание», мар. саве — «сырой прут, плетень», коми. сиви — «загривок», венг. sövėny — «плетень»[18].
- Исса — название реки предположительно происходит от финно-угорского слова иса, которое переводится как «большой, великий»[19].
- Вад — по оценке Е. М. Поспелова, от морд. «вадь» — вода[19]. По мнению Э. М. Мурзаева, вад — «лесное озеро, зарастающее озеро на речных террасах среди сфагновых болот; непроточное болотистое озеро, глубокое озеро с топкими берегами»[20]. Ф. И. Гордеев топооснову вад соотносит со словом коми вад «топкая болотистая местность, топь, трясина; луговое непроточное озеро» и с манс. вата — «берег; край», полагая, что вад является балтийским наследием в финно-угорских языках. В латышском языке есть вада — «залежь в лесу; бывшее русло реки; болото»[21].
- Парца — название — фитоним: морд. парьхци «водоросли»[22].

#### Лимнонимы
- Имерка — от морд. ине — «великий, значимый» + эрьхке — «озеро»[23].
- Инерка — от эрз. ине — «великий, значительный» + эрьке — «озеро»[24].
- Мордовское — от названия республики и народности.
- Пиявское — от русского пиявка[25].
- Шелубей — основа шелу, по-видимому, финно-угорское наследие. Этимологически связана с м. сяли, э. селей, мар. шоло- «вяз» + м., э. бей от пей — «зуб», в топонимии — выступ[26].

### Ойконимы
- Ардатово — название села происходит от дохристианского имени эрзянина Ардата (эрз.  Ордат) — одного из первых поселенцев и основателей Старого Ардатова; сохранено в названии новой деревни на Метяковской (Тетяковской) пустоши (1671)[27].
- Атяшево — название-антропоним: в «Книге письма и меры» Д.Пушечникова и А.Костяева упоминается, что в 1624 году деревня «Отяшева выставка» принадлежала Русину Атюшеву[28].
- Зубова Поляна — название — антропоним-характеристика: по фамилии владельцев населённого пункта Зубовых, служилых людей на Керенской засечной черте. В лесном Зубово-Полянском районе слово поляна (кужа, кужо) является названием-термином. Поляна — безлесное место в лесистой полосе, вырубка, расчистка. Населённые пункты с названиями Поляна (Кужа) основаны не позднее XVII века, когда слово поляна употреблялось со значением «поле без посева, окружённое лесом; кулича, росчисть, подсека; отдельный сенокос, пашня особняком в заполице, в пустошах» (В. И. Даль). На территории имеется пять населённых пунктов с «полянными» названиями: Зубова Поляна, Русская Поляна, Мордовская Поляна, Новая Поляна, Ясная Поляна[29].
- Инсар — основан в середине XVII века как крепость на реке Инсар при её впадении в реку Исса. Название от гидронима реки[9].
- Кадошкино — название-антропоним: в 90-е гг. XIX века путеобходчиком на разъезде 575-я верста, как утверждают старожилы, работал человек по фамилии Кадошкин[30].
- Ковылкино — первоначально — деревня Лашма, возникшая не позже XVII в. (мордовское лашма — «низина, лощина»). В 1703 году она передана во владение крещёному татарскому князю К. Н. Кашаеву и некоторое время называлась Кашаево. После возведения храма во имя Воскресения Христова становится селом и получает название Воскресенская Лашма. В 1892 году около села прошла железная дорога и была открыта станция, названная по землевладельцу Арапово. Возникший при станции посёлок, поглотивший и Воскресенскую Лашму, в 1919 году был переименован в Ковылкино по фамилии члена коллегии наркомата путей сообщения С. Т. Ковылкина. С 1960 года — город Ковылкино[31].
- Краснослободск — упоминается с 1571 года как селение при остроге, которое называлось Красная Слобода, где слобода — «селение, освобожденное от каких-либо налогов, повинностей», а определение «красная» указывало на живописность местности, где оно располагалось. В 1780 году преобразовано в город под названием  Краснослободск[32].
- Рузаевка — селение возникло на земле, пожалованной в 1631 году темниковскому мурзе Уразаю. Образованное от этого имени русское название деревня Уразаевка вскоре превратилось в Рузаевка. В 1783 году упоминается как село Рузаевка, с 1937 года — город Рузаевка[33].
- Саранск — происхождение топонима относят к гидрониму эрз. сара — «большое осоковое болото», «заболоченная пойма». В такой местности в устье реки «Сарлей» (современная Саранка) была основана крепость, получившая название «Саранский острожек». Своё нынешнее название Саранск получил в 1780 году, находясь в статусе уездного города[34].
- Темников — название происходит от тюркского темник — «военачальник в Орде, наместник по сбору дани и управлению краем»[35].
- Торбеево — название-антропоним: от тюркского имени Торбей[36].
- Чамзинка — название-антропоним: происходит от дохристианского мордовского имени Чаунза (Чамза)[37].